# Тані Велч
Латанне Рене «Тані» Велч (англ. Latanne Rene «Tahnee» Welch; нар. 26 грудня 1961, Сан-Дієго, Каліфорнія, США) — американська акторка та модель, дочка акторки Ракель Велч.

## Життєпис
Тані Велч народилася 26 грудня 1961 року в місті Сан-Дієго, штат Каліфорнія, у сім'ї Джеймса Вестлі Велча та акторки Ракель Велч. У неї є старша сестра Деймона Велч, також акторка. Її батьки розлучилися, коли вона була дитиною. Ще у дитинстві вона виконала невелику роль дівчинки Елен у стрічці «Гріх», у якій також зфільмувалася її мати Ракель Велч.
Коли їй виповнилося 16 років — покинула школу та пішла з дому. Після кількох років випадкових заробітків вона переїхала до Нью-Йорка та вивчала акторську майстерність. 
У 1984 році Тані Велч розпочала свою акторську кар'єру в Італії, виконала головну роль у фільмі «Любіть один одного трохи».
У листопаді 1995 року Тані Велч позувала для часопису «Playboy». Вона з'являюлась на обкладинках відомих модних часописів, на кшталт «Vogue», «Marie Claire» та «Interview».

## Особисте життя
У 1991 році Тані Велч вийшла заміж за англійського актора Джареда Гарріса. Шлюб тривав лише п'ять років, і подружжя розлучилося у 1996 році. У подружжя не було спільних дітей.

## Фільмографія
| Рік       |    | Українська назва             | Оригінальна назва       | Роль                |
| --------- | -- | ---------------------------- | ----------------------- | ------------------- |
| 1971      | ф  | Гріх                         | Sin                     | Елен                |
| 1984      | ф  | Любіть один одного трохи     | Amarsi un po'           | принцеса            |
| 1985      | ф  | Кокон                        | Cocoon                  | Кітті               |
| 1987      | ф  | Спляча красуня               | Sleeping Beauty         | Спляча красуня      |
| 1987      | ф  | Смертельна одержимість       | Lethal Obsession        | Даніела Сантіні     |
| 1987—1988 | с  | Соколиний гребінь            | Falcon Crest            | Шеннон Тейлор       |
| 1988      | ф  | Кокон 2: Повернення          | Cocoon: The Return      | Кітті               |
| 1989      | с  | Відчайдушна Джулія           | Disperatamente Giulia   | Джулія де Бласко    |
| 1991      | ф  | Рот                          | La bocca                | Алессандра Джентілі |
| 1992      | ф  | Ангел з пістолетом           | L'angelo con la pistola | Ліза                |
| 1993      | ф  | Нічний потяг до Венеції      | Night Train to Venice   | Віра                |
| 1993      | ф  | Злочинний розум              | The Criminal Mind       | Ґабріель Дюпре      |
| 1994      | ф  | Неналежна поведінка          | Improper Conduct        | Ешлі                |
| 1995      | ф  | Знайти та знищити            | Search and Destroy      | дівчина             |
| 1996      | ф  | Я застрелив Енді Воргола     | I Shot Andy Warhol      | Віва                |
| 1996      | вг | Ripper                       | Ripper                  | Кетрін Павелл       |
| 1997      | ф  | Сью загубилася на Мангеттені | Sue Lost in Manhattan   | Лола                |
| 1997      | ф  | Джонні 2.0                   | Johnny 2.0              | Ніккі Голланд       |
| 1999      | ф  | Чорне світло                 | Black Light             | Шерон Ейвері        |
| 1999      | тф | Тіло та душа                 | Body and Soul           | Феліс Джилліан      |